# 芬利鎮區 (密蘇里州韋伯斯特縣)
芬利鎮區（英語：Finley Township）是位於美國密蘇里州韋伯斯特縣的一個行政鎮區。

## 地方資料
芬利鎮區的面積為118.84平方千米，當中陸地面積為118.64平方千米，而水域面積為0.20平方千米。根據2020年美國人口普查的數據，當地共有人口2500人，而人口密度為每平方千米21.04人。